# جبل الأكراد (اللاذقية)
جبل الأكراد هي منطقة جبلية بريف محافظة اللاذقية شمال غربي سوريا، تتراوح ارتفاعاتها بين 300-1500 متر وتمتد على محافظات اللاذقية وإدلب وحماة.
يشتهر جبل الأكراد بغابات الصنوبر والعزر والأرز والبلوط والسنديان، وتعد موئلاً لكثير من الحيوانات البرية كالخنازير والضباع والأرانب، وكذلك الطيور بمختلف أنواعها سيما الشحرور والحجل والحمام، وتخترقه تلالة وديان سحيقة تتدفق فيها المياه شتاءً وبعض الينابيع صيفًا.
تقدَّر مِساحة الجبل بـ400 كم² معظمها يتبع محافظة اللاذقية، ويعد جزءاً من جبال الساحل السوري ويقع شمال شرقِ مدينة اللاذقية ويحاذيه جبل التركمان شمالًا ومدينة الحفة وجبل صهيون غربًا. سكنه الكرد في عهد صلاح الدين الأيوبي لحماية الساحل السوري وطرق إمداد حملته لتحرير القدس، وَسُمي بِجبل الأكراد في العصور الإسلاميَّة نسبةً إلى سكانه من الكرد. ينقسم الجبل إلى ناحتيْ سلمى وكِنْسِبّا اللتين تقعان في محافظة اللاذقية وتتبع لهما عشرات القرى أهمها دويركة وطعوما ومرج الزاوية والكبانة، ويضم أيضًا قرية الكندة التي تتبع محافظة إدلب، وقريتيْ السرمانية ودوير الأكراد التابعتان لمحافظة حماة، وغيرها من القرى الصغيرة المتناثرة على التلال.

## السكان
يقدَّر تعداد السكان في جبل الأكراد بـ120 ألف نسمة وأغلبيتهم تعود أصولهم إلى الأكراد السُّنَّة مُوزعين على أربع عشائر هم الكيخيا والموشان والعوجان والشيخان، بالإضافة إلى أقليات مسيحية وأرمنية وعلوية ومرشدية، ويتكلمون العربية فقط بلهجة جبلية مميزة.